# Olympische Jugend-Sommerspiele 2010/Teilnehmer (Kirgisistan)
| Gelbes Symbol für Goldmedaillen mit stilisierten Olympischen Ringen | Graues Symbol für Silbermedaillen mit stilisierten Olympischen Ringen | Braundes Symbol für Bronzemedaillen mit stilisierten Olympischen Ringen |
| ------------------------------------------------------------------- | --------------------------------------------------------------------- | ----------------------------------------------------------------------- |
| 1                                                                   | —                                                                     | 2                                                                       |

Die Jugend-Olympiamannschaft aus Kirgisistan für die I. Olympischen Jugend-Sommerspiele vom 14. bis 26. August 2010 in Singapur bestand aus acht Athleten.

## Athleten nach Sportarten

### Boxen
Jungen
- Islomzhon Dalibaev
Weltergewicht: 4. Platz

### Judo
Jungen
- Bolot Toktogonov
Klasse bis 100 kg: Bronze 
Mixed: 9. Platz (im Team Barcelona)

### Kanu
Jungen
- Ruslan Moltaev
Kajak-Einer Sprint: 17. Platz
Kajak-Einer Slalom: DNF (Vorlauf)

### Moderner Fünfkampf
Jungen
- Ilias Baktybekov
Einzel: 19. Platz
Mixed: 15. Platz (mit Jihan El-Midany  Ägypten)

### Ringen
Jungen
- Schadybek Sulaimanow
Griechisch-römisch bis 50 kg: Bronze
- Urmatbek Amatow
Griechisch-römisch bis 58 kg: Gold

### Schwimmen
| Mädchen - Yekaterina Lysenko 200 m Brust: 20. Platz | Jungen - Dmitry Aleksandrov 100 m Brust: 19. Platz 200 m Brust: 10. Platz |